# Lanugo yucatan
Lanugo yucatan là một loài tò vò trong họ Ichneumonidae.